# Koji Sasaki
Koji Sasaki, född 30 januari 1936 i Japan, är en japansk tidigare fotbollsspelare.